# Peter von Möller
Peter von Möller (i riksdagen kallad von Möller i Skottorp), född 20 maj 1809 i Helsingborg, död 28 november 1883 i Stockholm, var en svensk godsägare och politiker. 

## Biografi
von Möller föddes som son till Jöns Lorentz Beén, tillhörande en anrik helsingborgsfamilj, och Helena Maria Zoll, men adopterades tidigt av sin faster Elisabet Maria Beén och hennes make kommerserådet Peter Möller, en av Helsingborgs rikaste män. Han tog också sin adoptivfars efternamn. Han var elev vid den herrnhutiska skolan i Christiansfeld och kadett vid Karlberg. Adoptivfadern dog 1831 och efterlämnade en ansenlig förmögenhet, ett flertal egendomar i Helsingborg samt godsen Skottorp och Dömestorp i Halland. Under perioden 1835–36 genomförde Möller omfattande studieresor till bland annat Tyskland, England och Skottland. Han kom att bli en framgångsrik lantbrukare och importerade bland annat en ny ras nötboskap till Sverige samt förespråkade en förbättrad djurhållning. Han började tidigt importera guano för konstgödsel och verkade för en reformation av jordbruket. Därutöver var von Möller intresserad av politik, musik, språk och kulturhistoria. Hans efterforskningar inom etnologi, dialektik och kulturhistoria i Halland publicerades delvis i Hallands herregårdar 1869–71, liksom i Hallands historia 1874.
Han blev löjtnant och ryttmästare vid Skånska husarregementet och adlades 1860 vid Karl XV:s kröning. Han introducerades på riddarhuset 1862. Han invaldes som riksdagsman av Hallands läns valkrets och var han ledamot av Ridderskapet och adeln 1862–1866 och tillhörde första kammaren från dess bildande 1867 fram till sin död 1883. Under sin tid i riksdagen engagerade sig von Möller främst om frågor om jordbrukets utveckling och beskattning.
Möller invaldes 1866 som ledamot nummer 565 av Kungliga Vetenskapsakademien. Den 6 oktober 1874 blev han hedersledamot av Kungliga Vitterhets Historie och Antikvitets Akademien.
Med sin andra fru, friherrinnan Sofia Silfverschiöld, fick han sonen Adolf von Möller.
Peter von Möller skrev ett tiotal böcker om jordbruk och Hallands historia. Den mest kända är Halländska herregårdar, 1871.